# イーグル・ビジョン
ビジョン（ Vision ）は、クライスラー社がイーグル、クライスラーブランドで販売していた自動車である。

## 概要
ビジョンは1992年にデトロイト・オートショーでデビュー、翌年より生産が開始されたフルサイズFFセダン（LHプラットフォーム）である。その原型となったのは当時クライスラーの傘下だったランボルギーニ社が1987年にフランクフルトオートショーで発表した「ランボルギーニ・ポルトフィーノ」で、同モデルのコンセプトであった「キャブ・フォワード」というスポーティなデザインを保ちつつ広い室内空間を確保するといった点を継承している。
欧州市場を意識したため開発に際してはヨーロッパで入念なテストが繰り返されており、そういった点ではルノーの製作したプレミアのコンセプトを受け継いでいるともいえる。
発売当初は3.3LV6エンジンに4速ATのみのグレード展開であったが、1996年にマイナーチェンジで一部改良された「TSi」を、最終モデルでは3.5LV6の「ESi」が追加されている。
マイナーな存在だったイーグルにおいては優秀な販売実績を残し、欧州、アジアへはクライスラーブランドで販売されていた。バッジエンジニアリングによりクライスラー・コンコード、クライスラー・ニューヨーカー、ダッジ・イントレピッドなどの姉妹車種があったが、ビジョンの販売台数はそれらの車種の販売台数には及ばなかった。
1997年まで生産され、その後同じLHプラットフォームを用いた「クライスラー・300M」へとモデルチェンジしている。

## 日本での導入
1994年3月から1997年12月の間に「クライスラー・ビジョン」として導入された。右ハンドル車の導入に積極的であったクライスラー車の中で数少ない左ハンドル車であった。